# Iron Man (banda sonora)
Iron Man: Original Motion Picture Soundtrack es el álbum de la banda sonora de la película de 2008 del mismo nombre dirigida por Jon Favreau. Fue lanzada el 6 de mayo de 2008. Fue compuesta por Ramin Djawadi.

## Composición
Pese a las especulaciones que apuntaban a John Debney como compositor –en referencia a sus anteriores colaboraciones con Favreau–, Ramin Djawadi firmó como tal en respuesta a la convocatoria por parte de la producción. Fiel seguidor desde joven de los cómics de Iron Man, Djawadi ya había atravesado experiencias con Marvel en Blade: Trinity y en Mr. Brooks con Paramount. Comenzó su labor tras ver el teaser tráiler de la película. Con la finalidad de diferenciar el filme de otras franquicias cinematográficas de superhéroes y sus identidades musicales, mencionó:

Hay un par de cosas interesantes en este aspecto. La primera es que justo después de obtener el trabajo y antes de sentarme y conocer a Jon [Favreau] comencé a escribir un tema orquestal. Finalmente le toqué la melodía y me dijo, “Bueno, es un tema maravilloso y muy de cómic, pero esta no es la dirección a la que deseo ir”. Aún no había leído el guion por lo que no sabía si la película sería oscura o alegre o exactamente lo que él iba a hacer. [La] segunda [es que], por ese tiempo también, habían lanzado el tráiler que tenía esa canción de Black Sabbath. Desde ese momento, se me hizo claro que la adición de la guitarra encajaría bastante bien. El asunto de emplear una guitarra verdaderamente pesada, en vez de musicalizar la película de una forma orquestal tradicional, fue una visión que aportó Jon. Además siempre pensé que esta era una buena idea ya que definitivamente nos distaría de todas las otras películas.

Favreau claramente buscó implementar la guitarra «pesada» en la banda sonora, posibilitando que Djawadi compusiera la música con dicho instrumento antes de añadirle unos cuantos arreglos orquestales. Igualmente, el compositor se refirió a la caracterización de Downey del personaje principal como una de sus inspiraciones para los temas de Iron Man (dados sus diversos estados de ánimo), escribiendo leitmotivs para tres diferentes modos de carácter: uno que simbolizara el «pateador de traseros», otra que presentara el lado heroico del personaje, y otro para la parte mujeriega que posee Stark. Entre los estímulos de Djawadi para componer las piezas con guitarra se incluyen Metallica, Megadeth y Van Halen, así como Sebastian Bach, Mozart, Richard Wagner, Beethoven, y Edward Elgar para el aspecto orquestal. La cuestión de mezclar ambos tipos de sonidos resultó un tanto complejo puesto que «la orquesta tiene un sonido sumamente exuberante, mientras que las guitarras producen este sonido que parece cercano al escucharlo en altavoz. Al combinar ambos, sucede que en los momentos en que la guitarra suene demasiado por sí sola, tan pronto se agrega la orquesta se escuchará muy poco». Para ello, el ingeniero Alan Meyerson trató a la guitarra de tal manera que cuando la colocara en el ambiente sonoro se oyera de un modo tan amplio como lo hacía la orquesta.
De esta manera, la estructura musical de Iron Man se encuentra dividida en dos motivos. El primero está asociado al rock, construido a partir de cinco notas (en ciertas ocasiones se extiende hasta siete) que Djawadi desarrolla a lo largo de la banda sonora y que sirve como apoyo al concepto principal que rodea a Iron Man y Iron Monger. El segundo motivo resulta ser orquestal y comienza con la pieza «Vacation's Over», la melodía número siete del álbum.
La composición del músico se basó en una tecnología de sonido envolvente diseñada para decodificar pistas de sonido encriptadas en Dolby Surround (Dolby Pro Logic), haciendo uso del programa de edición de audio Logic Pro en una MacBook. Los primeros diseños de Djawadi eran enviados a Stephen Coleman –responsable de la orquestación– para que este extrajera las piezas adecuadas que requirieran de una adición orquestal. En el estudio Air Lyndhurst Studios, radicado en Londres, se llevó a cabo la grabación de la banda sonora, en la que colaboró un total de setenta intérpretes. Djawadi coordinó las sesiones de grabación desde Los Ángeles debido a que el proceso de edición final de la película no había terminado (había una gran cantidad de secuencias a las que aún no se les aplicaban imágenes generadas por computadora); esto posible con la ayuda de la multiplataforma de grabación Pro Tools: cuando dieran inicio la grabación en Londres, Djawadi, desde el continente americano, se mantendría en sintonía con ellos mientras que observara la película en California.

## Recepción
La banda sonora recibió críticas mixtas. Entre las reseñas positivas, la revista Empire la calificó con tres estrellas de cinco, al igual que James Christopher Monger de AllMusic, quien opinó que Djawadi «trata al superhéroe con una mano pesada previsible, que resulta en una banda sonora que toma la amenaza de lenta acumulación de la obra de Hans Zimmer y James Newton Howard en la franquicia de Batman de Christopher Nolan y llama a un ejército industrial que utiliza una percusión aplastante, enormes instrumentos de cuerda, y una sinfonía de guitarras distorsionadas que imitan los conciertos de Metallica con la Orquesta Sinfónica de San Francisco (S&M) menos las voces.» Sophia Tong, de IGN, le dio siete estrellas y media de diez, diciendo que «podría haber sido fácilmente más descarada y desagradable, pero de algún modo logra mantener su posición y complementar bien la película», aunque por sí sola tiene «una serie de pistas que son olvidables y fáciles de omitir.» Otra crítica positiva fue la de Christopher Coleman, de Tracksounds, quien se sorprendió con la música del filme: «Por mucho que me había preparado para odiar esta banda sonora... por mucho que pensé que estaría entre las multitudes de detractores... y por mucho que ansío la música de estilo clásico en películas de superhéroes, Iron Man me ha conquistado.» Le otorgó seis estrellas de diez.
Por otro lado, Christian Clemmensen, único crítico de Filmtracks, opinó que la banda sonora «se preocupa tanto por abordar el estilo astuto de la personalidad de Tony Stark que es puro músculo sin ningún matiz» y que «Iron Man sirve como testimonio que Djawadi, como la mayoría de los otros clones de Zimmer, aún no está listo para proveer ese nivel de intriga», ofreciendo una calificación final de una estrella de cinco. En otra reseña negativa, Jonathan Broxton de Movie Music UK opinó, «Decir que el enfoque de Djawadi fue simplista probablemente es quedarse corto [...] Es lo último en música exagerada, fuerte, rápida, impetuosa, desprovista de cualquier tipo de profundidad, y falla enteramente al complementar cualquier matiz que pudiera existir en la película, en lugar simplemente diciendo “¡Oye, soy genial!”», dándole una estrella y media de cinco. Finalmente, James Southall comentó en Movie Wave que la música carece de melodía, armonía y contrapunto, y que «no puedo creer que Hans Zimmer, que en verdad sabe cómo musicalizar este tipo de cosas, permita que su asociación con bandas sonoras como esta arrastre su nombre por el barro», otorgando una calificación de cero estrellas de cinco.

## Lista de canciones
El 6 de mayo de 2008 fue lanzado al mercado el CD de la banda sonora de la película bajo el título Iron Man: Original Motion Picture Soundtrack, con las siguientes pistas en su contenido:
| N.º   | Título                      | Duración |  |
| 1.    | «Driving With The Top Down» | 3:10     |  |
| 2.    | «Iron Man»                  | 1:05     |  |
| 3.    | «Merchant of Death»         | 2:15     |  |
| 4.    | «Trinkets To Kill a Prince» | 3:08     |  |
| 5.    | «Mark I»                    | 3:54     |  |
| 6.    | «Fireman»                   | 2:09     |  |
| 7.    | «Vacation's Over»           | 3:35     |  |
| 8.    | «Golden Egg»                | 4:13     |  |
| 9.    | «Damn Kid»                  | 1:13     |  |
| 10.   | «Mark II»                   | 2:49     |  |
| 11.   | «Extra Dry, Extra Olives»   | 1:44     |  |
| 12.   | «Iron Man»                  | 3:33     |  |
| 13.   | «Gulmira»                   | 4:06     |  |
| 14.   | «Are Those Bullet Holes?»   | 2:00     |  |
| 15.   | «Section 16»                | 2:34     |  |
| 16.   | «Iron Monger»               | 4:45     |  |
| 17.   | «Arc Reactor»               | 3:56     |  |
| 18.   | «Institutionalized»         | 3:49     |  |
| 19.   | «Iron Man»                  | 3:33     |  |
| 54:14 |                             |          |  |

| N.º | Título                                                          | Escritor(es)     | Duración |  |
| 1.  | «Iron Man» (tráiler y principio de créditos finales)            | Black Sabbath    | 5:57     |  |
| 2.  | «Back in Black» (equipo de sonido en convoy en Afganistán)      | AC/DC            | 4:15     |  |
| 3.  | «Slept on Tony With Dirt» (escena del avión con Stark y Rhodes) | Ghostface Killah | 2:31     |  |
| 4.  | «Hey Man, Nice Shot» (tráiler)                                  | Filter           | 5:25     |  |
| 5.  | «Cochise» (segundo tráiler)                                     | Audioslave       | 3:55     |  |
| 6.  | «Hell Above Water» (primer tráiler)                             | Curve            | 4:12     |  |
| 7.  | «Birthright» (comerciales de televisión)                        | Celldweller      | 5:14     |  |
| 8.  | «Rankle» (comerciales de televisión)                            | X-Ray Dog        | 0:38     |  |